# Synagoga w Dobrzanach
Synagoga w Dobrzanach – synagoga powstała w XIX wieku i mieściła się przy obecnej ulicy Podgórnej. Znajdowała się między piętrowymi kamienicami, od ulicy była oddzielona placem. Po roku 1900 liczba Żydów w Dobrzanach regularnie się zmniejszała, w związku z tym bóźnica coraz mniej spełniała funkcje kultowe. W 1936 została sprzedana ślusarzowi. Nie zachowała się do dziś.